# Forefather
A Forefather angol pagan/black metal együttes. 1997-ben alakultak Surreyben.

## Története
A zenekart Athelstan és Wulfstan testvérek alapították. Ők ketten tagjai a 2003 óta működő Folkearth nevű zenei társulatnak is. Első nagylemezük 1999-ben jelent meg. Második stúdióalbumuk 2000-ben került a boltok polcaira, amelyet két évvel később, 2002-ben követett a harmadik. Ezeket az albumokat mind a saját lemezkiadó cégük, az "Angelisc Enterprises" jelentette meg. 2004-es lemezük már a Karmageddon Records gondozásában került piacra. 2008-ban újabb stúdióalbumot megjelentettek, ez megint egy saját lemezkiadó, a "Seven Kingdoms" égisze alatt jelent meg. 2011-ben , 2015-ben és 2017-ben is piacra dobtak albumokat.

## Tagok
- Athelstan - gitár, basszusgitár, billentyűk
- Wulfstan - gitár, basszusgitár, éneklés

## Diszkográfia
- Deep Into Time - nagylemez, 1999
- The Fighting Man - nagylemez, 2000
- Legends Untold - válogatáslemez, 2000
- Engla Tocyme - nagylemez, 2002
- Ours is the Kingdom - nagylemez, 2004
- Steadfast - nagylemez, 2008
- Last of the Line - nagylemez, 2011
- Curse of the Cwellers - nagylemez, 2015
- Tales from a Cloud-Born Land - nagylemez, 2017